# Liste der Stolpersteine in Bad Münder am Deister
Die Liste der Stolpersteine in Bad Münder enthält Stolpersteine, die im Rahmen des gleichnamigen Kunst-Projekts von Gunter Demnig in Bad Münder im September 2015 verlegt wurden. Mit ihnen soll an Opfer des Nationalsozialismus erinnert werden, die in Bad Münder lebten und wirkten.

## Liste der Stolpersteine
| Adresse               | Person              | Inschrift                                                                                                   | Bild | weitere Informationen |
| --------------------- | ------------------- | --- | ---- | --- |
| Vor dem Oberntore 8 ⊙ | Helene Ney          | Hier wohnte Helene Ney Geb. Bogey Jg. 1865 deportiert 1942 Theresienstadt 1942 Treblinka ermordet           |      | Helene Boley wurde am 7. Juni 1865 in Gudensberg geboren und war wohnhaft in Bad Münder. Sie wurde von Hannover am 23. Juli 1942 in das Ghetto Theresienstadt und am 26. September 1942 in das Vernichtungslager Treblinka deportiert. |
| Wallstraße 2 ⊙        | Frieda Hammerschlag | Hier wohnte Frieda Hammerschlag Jg. 1867 deportiert 1942 Theresienstadt ermordet 30.12.1942                 |      | Frieda Hammerschlag wurde am 9. Oktober 1867 in Bad Münder geboren und war dort wohnhaft. Sie wurde von Hannover am 23. Juli 1942 in das Ghetto Theresienstadt deportiert, wo sie am 30. Dezember 1942 ermordet wurde. |
| Wallstraße 2 ⊙        | Henny Hammerschlag  | Hier wohnte Henny Hammerschlag Jg. 1870 deportiert 1942 Theresienstadt ermordet 30.3.1943                   |      | Henny Hammerschlag wurde am 27. Oktober 1870 in Bad Münder geboren und war dort wohnhaft. Sie wurde von Hannover am 23. Juli 1942 in das Ghetto Theresienstadt deportiert, wo sie am 30. Dezember 1942 ermordet wurde. |
| Wallstraße 2 ⊙        | Eugen Herze         | Hier wohnte Eugen Herze Jg. 1896 'Schutzhaft' 1937 deportiert 1942 Ghetto Warschau ermordet                 |      | Eugen Herze wurde am 1. Mai 1896 in Aachen geboren und war wohnhaft im Umschulungslager Grüner Weg in Paderborn, im Umschulungslager Schloßhofstraße in Bielefeld und in Bad Münder. Er war vom 22. Juni 1938 bis zum 9. Oktober 1938 im Konzentrationslager Sachsenhausen inhaftiert und wurde von Hannover am 31. März 1942 in das Ghetto Warschau deportiert. |
| Wallstraße 2 ⊙        | Hedwig Chana Herze  | Hier wohnte Hedwig Chana Herze geb. Herzberg Jg. 1891 deportiert 1942 Ghetto Warschau ermordet              |      | Hedwig Chana Herzberg wurde am 10. Dezember 1891 in Fritzlar geboren und war dort wohnhaft. Sie wurde von Hannover am 31. März 1942 in das Ghetto Warschau deportiert. |
| Wallstraße 2 ⊙        | Hermann Friedheim   | Hier wohnte Hermann Friedheim Jg. 1908 Zwangsumzug Judenhaus deportiert 1943 Auschwitz ermordet 5.3.1943    |      | Hermann Friedheim wurde am 14. Januar 1908 in Bad Münder geboren und war dort wohnhaft. Er wurde am 2. März 1943 in das Vernichtungslager Auschwitz deportiert, wo er am 5. Juli 1943 ermordet wurde. |
| Wallstraße 2 ⊙        | Sophie Friedheim    | Hier wohnte Sophie Friedheim geb. Culp Jg. 1909 Zwangsumzug Judenhaus deportiert 1943 ermordet in Auschwitz |      | Sophie Culp wurde am 28. November 1909 in Soest geboren und war wohnhaft in Hameln, Hannover und Bad Münder. Sie wurde am 2. März 1943 in das Vernichtungslager Auschwitz deportiert. Auf Grund fehlender Unterlagen wurde sie für tot erklärt. |
| Wallstraße 2 ⊙        | Ingrid Friedheim    | Hier wohnte Ingrid Friedheim Jg. 1936 Zwangsumzug Judenhaus deportiert 1943 ermordet in Auschwitz           |      | Ingrid Friedheim wurde am 14. November 1936 in Hameln geboren und war wohnhaft in Hameln, Hannover und Bad Münder. Sie wurde am 2. März 1943 in das Vernichtungslager Auschwitz deportiert. |